# Strochcice
Strochcice – wieś w Polsce położona w województwie świętokrzyskim, w powiecie sandomierskim, w gminie Samborzec.
| SIMC    | Nazwa  | Rodzaj    |
| ------- | ------ | --------- |
| 0807122 | Błonie | część wsi |

Wieś (przedmieście) położone w starostwie sandomierskim była własnością Sandomierza w 1629 roku.  
W latach 1975–1998 miejscowość administracyjnie należała do województwa tarnobrzeskiego.
Przez miejscowość przebiega droga krajowa nr 79 z Krakowa do Sandomierza.

## Dawne części wsi – obiekty fizjograficzne
W latach 70. XX wieku przyporządkowano i opracowano spis lokalnych części integralnych dla Strochcic zawarty w tabeli 1.

| Nazwa wsi – miasta       | Nazwy części wsi – miasta | Nazwy obiektów fizjograficznych – charakter obiektu                                |
| ------------------------ | ------------------------- | ---------------------------------------------------------------------------------- |
| I. Gromada ANDRUSZKOWICE |                           |                                                                                    |
| 1. Strochcice            | 1. Błonie                 | 1. Błonie – pole 2. Mokradła – pole 3. Skałka – pole 4. Tamte Pola – pole 5. Topór |